# Uperodon taprobanicus
Espèce
Synonymes
- Kaloula pulchra taprobanica Parker, 1934
- Kaloula taprobanica Parker, 1934

Statut de conservation UICN

 LC  : Préoccupation mineure
Uperodon taprobanicus est une espèce d'amphibiens de la famille des Microhylidae.

## Répartition
Cette espèce se rencontre au Népal, au Bangladesh, dans l'est de l'Inde et au Sri Lanka.

## Description

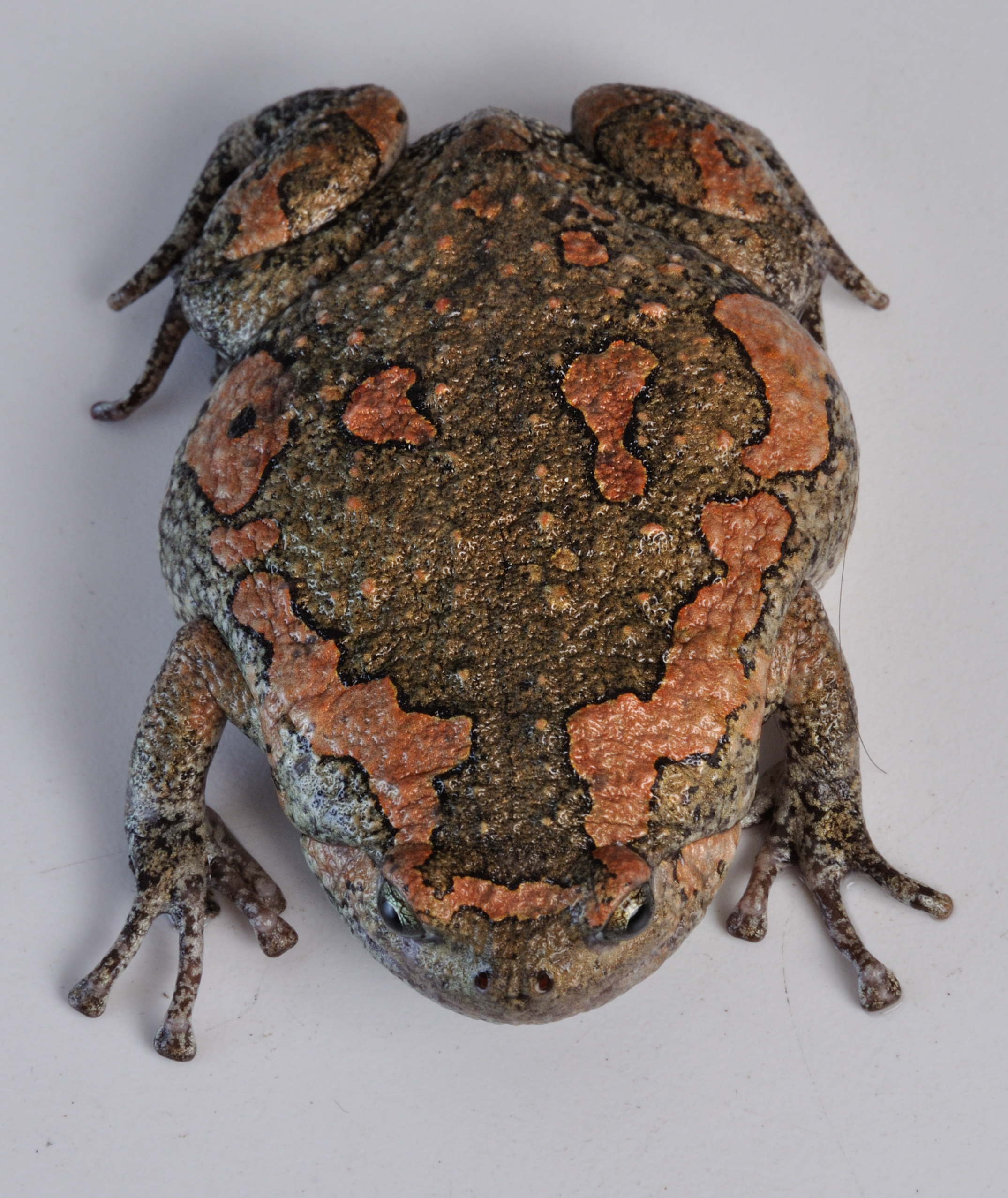
Uperodon taprobanicus

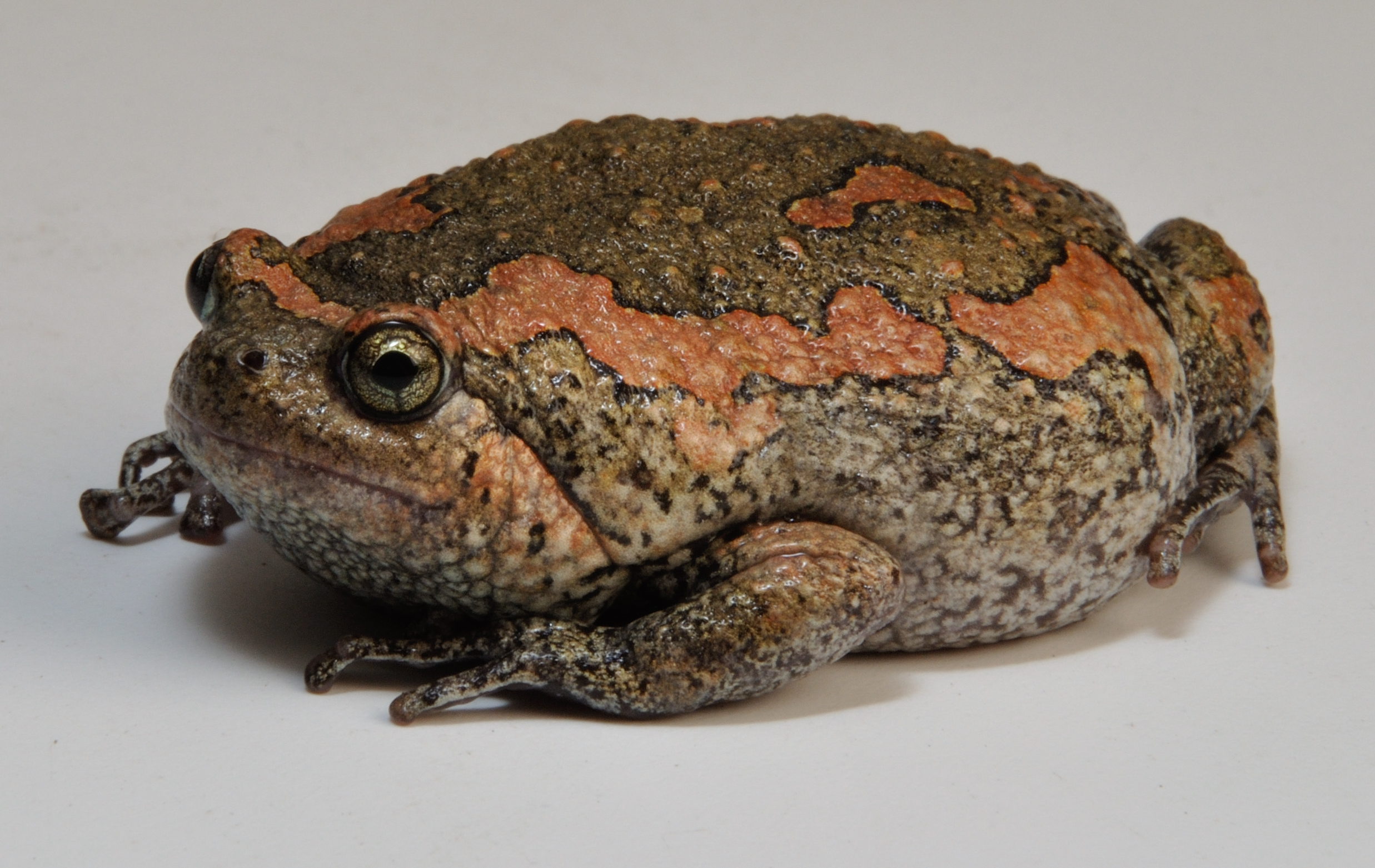
Uperodon taprobanicus

Uperodon taprobanicus mesure au maximum 75 mm, les femelles étant légèrement plus grandes que les mâles. Son dos est gris plus ou moins foncé avec des motifs rouge-orangé de chaque côté du dos. Son ventre est gris jaunâtre taché de brun ou de noir. La gorge du mâle est sombre durant la période de reproduction.

## Publication originale
- Parker, 1934 : A Monograph of the Frogs of the Family Microhylidae, p. 1-208.